# Музей історії Польського народного руху
Музей історії Польського народного руху (пол. Muzeum Historii Polskiego Ruchu Ludowego) — музей в  Варшаві (Польща), присвячений історії польського села, селян і народного руху. Зареэстрований у  Державному реєстрі музеїв. Музей розташований в старовинному будинку по вулиці Вілановській, буд. 204, створеному за проектом італійського архітектора Ф. М. Ланчі в середині XIX століття. Будівлю музею називають в народі «Жовтим трактиром».

## Колекція
Найцікавішими експонатами музею є:
- Пам'ятні речі, пов'язані з особистостями Ісидора Мермона, Стефана Павловського, Станіслава Осієцького, Тадеуша Хціулка-Цельта, Станіслава Миколайчука.
- Листування  Вінценти Вітоса.
- Документи, пов'язані з діяльністю  Польської селянської партії в еміграції.
- Живопис і скульптура сільських художників.

Музей має 2 філії за межами Варшави: в Сандомирі і у селі Пясечно.

## Ресурси Інтернету
- Сторінка музею [Архівовано 28 квітня 2015 у Wayback Machine.]
- Вікісховище має мультимедійні дані за темою: Музей історії Польського народного руху